# Figulus capensis
Figulus capensis is een keversoort uit de familie vliegende herten (Lucanidae). De wetenschappelijke naam van de soort is voor het eerst geldig gepubliceerd in 1781 door Casstrom & Thunberg.